# Бортники (Львовская область)
Бо́ртники (укр. Бортники) — село в Ходоровской городской общине Стрыйского района Львовской области Украины.
Население по переписи 2001 года составляло 1106 человек. Население в 2016 году составляло 1002 человека, а в 2022 году 900 человек. Занимает площадь 1,94 км². Почтовый индекс — 81763. Телефонный код — 3239.